# BAR 003
BAR 003 — болід Формули-1, сконструйований Малколмом Оастлером і побудований командою Lucky Strike BAR Honda для участі в чемпіонаті світу сезону 2001 року.

## Історія

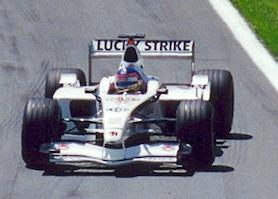
BAR 003 Жака Вільнева на Гран-при Канади 2001.

Болідом керували Чемпіон світу 1997 року канадець Жак Вільнев та француз Олів'є Паніс. Команда посіла шосте місце в Кубку конструкторів, набравши 17 очок.

## Результати виступів у Формулі-1
| Рік  | Шасі    | Двигун           | Шини | №  | Пілоти  | Австралія | Малайзія | Бразилія | Сан-Марино | Іспанія | Австрія | Монако | Канада | Європейський Союз | Франція | Велика Британія | Німеччина | Угорщина | Бельгія | Італія | США  | Японія | Очки | КК |
| ---- | ------- | ---------------- | ---- | -- | ------- | --------- | -------- | -------- | ---------- | ------- | ------- | ------ | ------ | ----------------- | ------- | --------------- | --------- | -------- | ------- | ------ | ---- | ------ | ---- | -- |
| 2001 | BAR 003 | Honda RA001E V10 | B    |    |         | АВС       | МАЛ      | БРА      | САН        | ІСП     | АВТ     | МОН    | КАН    | ЄВР               | ФРА     | ВЕЛ             | НІМ       | УГО      | БЕЛ     | ІТА    | США  | ЯПО    | 17   | 6  |
| 2001 | BAR 003 | Honda RA001E V10 | B    | 9  | Паніс   | 7         | Схід     | 4        | 8          | 7       | 5       | Схід   | Схід   | Схід              | 9       | Схід            | 7         | Схід     | 11      | 9      | 11   | 13     | 17   | 6  |
| 2001 | BAR 003 | Honda RA001E V10 | B    | 10 | Вільнев | Схід      | Схід     | 7        | Схід       | 3       | 8       | 4      | Схід   | 9                 | Схід    | 8               | 3         | 9        | 8       | 6      | Схід | 10     | 17   | 6  |